# مارلين غاستون
مارلين غاستون (بالإنجليزية: Marilyn Gaston)‏ هي طبيبة أمريكية، ولدت في 1939.